# AC/DC Live
AC/DC Live är ett album som spelades in live av AC/DC under The Razors Edge-turnén 1990 och 1991 och gavs ut i oktober 1992. Det släpptes både som ett enkelalbum och som ett Collector's Edition dubbelalbum.

## Låtlista

### Enkelalbum
1. "Thunderstruck" (Angus Young/Malcolm Young) - 6:34
2. "Shoot to Thrill" (Brian Johnson/Angus Young/Malcolm Young) - 5:23
3. "Back in Black" (Brian Johnson/Angus Young/Malcolm Young) - 4:28
4. "Who Made Who" (Brian Johnson/Angus Young/Malcolm Young) - 5:16
5. "Heatseeker" (Brian Johnson/Angus Young/Malcolm Young) - 3:37
6. "The Jack" (Bon Scott/Angus Young/Malcolm Young) - 6:56
7. "Moneytalks" (Angus Young/Malcolm Young) - 4:21
8. "Hells Bells" (Brian Johnson/Angus Young/Malcolm Young) - 6:01
9. "Dirty Deeds Done Dirt Cheap 	Scott, Young, Young 	5:02
10. "Whole Lotta Rosie" (Bon Scott/Angus Young/Malcolm Young) - 4:30
11. "You Shook Me All Night Long" (Brian Johnson/Angus Young/Malcolm Young) - 3:54
12. "Highway to Hell" (Bon Scott/Angus Young/Malcolm Young) - 3:58
13. "T.N.T." (Bon Scott/Angus Young/Malcolm Young) - 3:48
14. "For Those About to Rock (We Salute You)" (Brian Johnson/Angus Young/Malcolm Young) - 7:09

### Collector's Edition
Skiva ett
1. "Thunderstruck" (Angus Young/Malcolm Young) - 6:35
2. "Shoot to Thrill" (Brian Johnson/Angus Young/Malcolm Young) - 5:23
3. "Back in Black" (Brian Johnson/Angus Young/Malcolm Young) - 4:28
4. "Sin City" (Bon Scott/Angus Young/Malcolm Young) - 5:40
5. "Who Made Who" (Brian Johnson/Angus Young/Malcolm Young) - 5:15
6. "Heatseeker" (Brian Johnson/Angus Young/Malcolm Young) - 3:37
7. "Fire Your Guns" (Angus Young/Malcolm Young) - 3:40
8. "Jailbreak" (Bon Scott/Angus Young/Malcolm Young) - 14:43
9. "The Jack" (Bon Scott/Angus Young/Malcolm Young) - 6:57
10. "The Razor's Edge" (Angus Young/Malcolm Young) - 4:35
11. "Dirty Deeds Done Dirt Cheap" (Bon Scott/Angus Young/Malcolm Young) - 5:02
12. "Moneytalks" (Angus Young/Malcolm Young) - 4:29

Skiva två
1. "Hells Bells" (Brian Johnson/Angus Young/Malcolm Young) - 6:01
2. "Are You Ready" (Angus Young/Malcolm Young) - 4:34
3. "That's the Way I Wanna Rock 'N' Roll" (Brian Johnson/Angus Young/Malcolm Young) - 3:57
4. "High Voltage" (Bon Scott/Angus Young/Malcolm Young) - 10:33
5. "You Shook Me All Night Long" (Brian Johnson/Angus Young/Malcolm Young) - 3:54
6. "Whole Lotta Rosie" (Bon Scott/Angus Young/Malcolm Young) - 4:30
7. "Let There Be Rock" (Bon Scott/Angus Young/Malcolm Young) - 12:17
8. "Bonny" (trad.) - 1:03
9. "Highway to Hell" (Bon Scott/Angus Young/Malcolm Young) - 3:53
10. "T.N.T." (Bon Scott/Angus Young/Malcolm Young) - 3:48
11. "For Those About to Rock (We Salute You)" (Brian Johnson/Angus Young/Malcolm Young) - 7:17

## Medverkande
- Brian Johnson - Sång
- Angus Young - Sologitarr
- Malcolm Young - Kompgitarr, Bakgrundssång
- Cliff Williams - Elbas, Bakgrundssång
- Chris Slade - Trummor